# Thrixspermum triangulare
Thrixspermum triangulare är en orkidéart som beskrevs av Oakes Ames och Charles Schweinfurth. Thrixspermum triangulare ingår i släktet Thrixspermum och familjen orkidéer. Inga underarter finns listade i Catalogue of Life.